# Майк Посма
Майк Посма (англ. Mike Posma; 16 грудня 1967, м. Медфорд, США) — американський хокеїст та тренер.

## Життєпис
Гравця
Майк був обраний у драфті НХЛ 1986 році в другому раунді під 31 номером клубом Сент-Луїс Блюз, хоча так і продовжував грати за університетську команду Західного Мічигану. За чотири сезони він відіграв 240 матчів та набрав 174 очка.  У 1987 році брав участь у молодіжному чемпіонаті світу у складі молодіжної збірної США в Чехословаччині. Він забив два голи в семи іграх. Сезон 1990/91 Майк провів у складі «Ютіка Девілс» (АХЛ). Набрав 49 очок у 78 матчах.
У 1993 році Посма переїздить до Європи, де виступає чотири сезони за клуб Національної ліги В ХК «Тургау». Сезон 1997/98 провів у складі ХК «Клотен» (Національна ліга А), правда сезон він завершив у складі «Адлер Мангейм» у складі якого став чемпіоном Німеччини. Наступного сезону завершив свою кар'єру гравця відігравши сезон за ЕХК «Кур».
Тренера
Посма почав свою тренерську кар'єру у Швейцарії. Спочатку він працював помічником головного тренера у клубах ХК «Кур» та ХК «Лозанна», а вже у 2003 році очолив «Лангенталь». Навесні 2007 року Майка звільнили з посади головного тренера ГСК Лайонс через незадовільний старт команди в плей-оф.
Його наступним клубом став топ-клуб Словенії «Олімпія», правда в жовтні 2008 він був звільнений.
На початку листопада 2009 року очолив клуб «Акроні». У вересні 2010 очолив клуб Серії А Фасса (Канацеї), однак вже у грудні 2010 року, американець був звільнений з посади головного тренера та замінений на Мирослава Фричера.

## Нагороди та досягнення
- 1998 чемпіон Німеччини у складі «Адлер Мангейм»